# العين الجديدة
العين الجديدة، قرية من قرى محافظة العلا، والتابعة لمنطقة المدينة المنورة في السعودية. تقع في شمال المدينة المنورة، وتبعد عنها بمسافة تقارب ( ) كيلو متر، وعن العلا بمسافة تقارب ( ) كيلو متر.

## مركز العين الجديدة
مركز العين الجديدة: هو من مراكز فئة (ب)
الموقعيقع المركز في الجزء () من محافظة المهد .
المساحةتبلغ مساحة المركز ( )، وتمثل ( )% من مساحة المحافظة، ويأتي في المرتبة ( )
السكانيبلغ تعداد السكان ( ) نسمة، ويأتي في المرتبة ( ).
بعد المركز عن المحافظةيقع المركز على بعد ( كم) من المحافظة، والطريق المؤدي إليها إسفلتي، ويعتبر المركز في المرتبة ( ) من حيث القرب من مقر المحافظة.